# Comuna Ostașivți, Zboriv
Ostașivți (în ucraineană Осташівці) este o comună în raionul Zboriv, regiunea Ternopil, Ucraina, formată din satele Danîlivți și Ostașivți (reședința).

## Demografie
Componența lingvistică a comunei Ostașivți
     Ucraineană (99,9%)
     Alte limbi (0,1%)
Conform recensământului din 2001, majoritatea populației comunei Ostașivți era vorbitoare de ucraineană (99,9%), existând în minoritate și vorbitori de alte limbi.